# Подоле (Підкарпатське воєводство)
Подоле (пол. Podole) — село в Польщі, у гміні Пшецлав Мелецького повіту Підкарпатського воєводства.
Населення — 1044 особи (2011).
У 1975-1998 роках село належало до Ряшівського воєводства.

## Демографія
Демографічна структура станом на 31 березня 2011 року:
|          | Загалом | Допрацездатний вік | Працездатний вік | Постпрацездатний вік |
| -------- | ------- | ------------------ | ---------------- | -------------------- |
| Чоловіки | 513     | 108                | 351              | 54                   |
| Жінки    | 531     | 104                | 306              | 121                  |
| Разом    | 1044    | 212                | 657              | 175                  |